# Folin-Ciocalteu-Reagenz

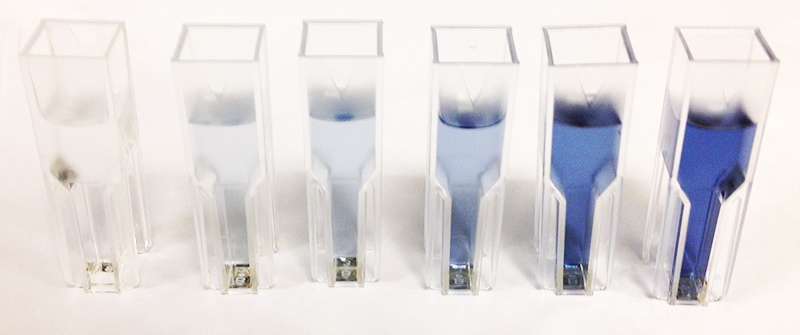
Standardreihe von Tyrosin

Das Folin-Ciocalteu-Reagenz (FCR) ist eine Lösung aus Molybdatophosphorsäure und Wolframatophosphorsäure. Es ist nicht identisch mit dem Folin-Reagenz. Eine Veröffentlichung zum Lowry-Test unter Verwendung des Folin-Ciocalteu-Reagenz aus dem Jahr 1951 mit dem Titel Protein measurement with the Folin phenol reagent war mit 305.148 Zitierungen der am häufigsten zitierte Artikel im Zeitraum von 1945 bis 2014.

## Eigenschaften
Das Folin-Ciocalteu-Reagenz wird für die kolorimetrische Bestimmung von phenolischen und polyphenolischen Antioxidantien eingesetzt. Allerdings lassen sich mit diesem Reagens nicht die Gesamtphenole spezifisch messen, da es auch mit anderen reduzierenden Substanzen reagiert. Daher wird die gesamte antioxidative Kapazität der Probe bestimmt, nicht nur der Anteil phenolischer Komponenten. Weiterhin reagiert es auch mit dem Stickstoff von Hydroxylamin und Guanidin. Kupferionen verstärken die Reaktion. Die Bestimmung erfolgt bei einer Wellenlänge von 750 nm.

## Verwendung
Das Folin-Ciocalteu-Reagenz wird unter anderem für den Lowry-Test und zur Bestimmung von Tyrosin verwendet.
Weiterhin wurde es zur Bestimmung der Menge reduzierender Verbindungen (einschließlich Antioxidantien) in Nahrungsmitteln verwendet, neben dem Oxygen Radical Absorbance Capacity und dem Trolox Equivalent Antioxidative Capacity. Das United States Department of Agriculture (USDA) stellte 2012 fest, dass es keinen Beweis der Theorie der freien Radikale gebe und die Messung daher irrelevant sei.

## Geschichte
Benannt ist es nach seinen Entwicklern Otto Folin und Vintilă Ciocâlteu, die es 1927 in einem Artikel zur Bestimmung von Tyrosin und Tryptophan in Proteinen vorstellten. Diese Lösung basierte auf dem Folin-Denis-Reagenz von 1915 aus Wolframat und Molybdat in Phosphorsäure, die Folin mit Willey Glover Denis entwickelte.